# Cyrtopodion sistanense
Espèce
Synonymes
- Cyrtopodion sistanensis Nazarov & Rajabizadeh, 2007

Statut de conservation UICN

 LC  : Préoccupation mineure
Cyrtopodion sistanense est une espèce de geckos de la famille des Gekkonidae.

## Répartition
Cette espèce est endémique du Sud-Est de l'Iran.

## Étymologie
Son nom d'espèce, composé de sistan et du suffixe latin -ense, « qui vit dans, qui habite », lui a été donné en référence au lieu de sa découverte, le Seistan-o-Balouchestan.

## Publication originale
- Nazarov & Rajabizadeh, 2007 : A new species of angular-toed gecko of the genus Cyrtopodion (Squamata: Sauria: Gekkonidae) from south-east Iran (Sistan-Baluchistan province). Russian Journal of Herpetology, vol. 14, no 2, p. 137-144.